# Geschichte des Verkehrs

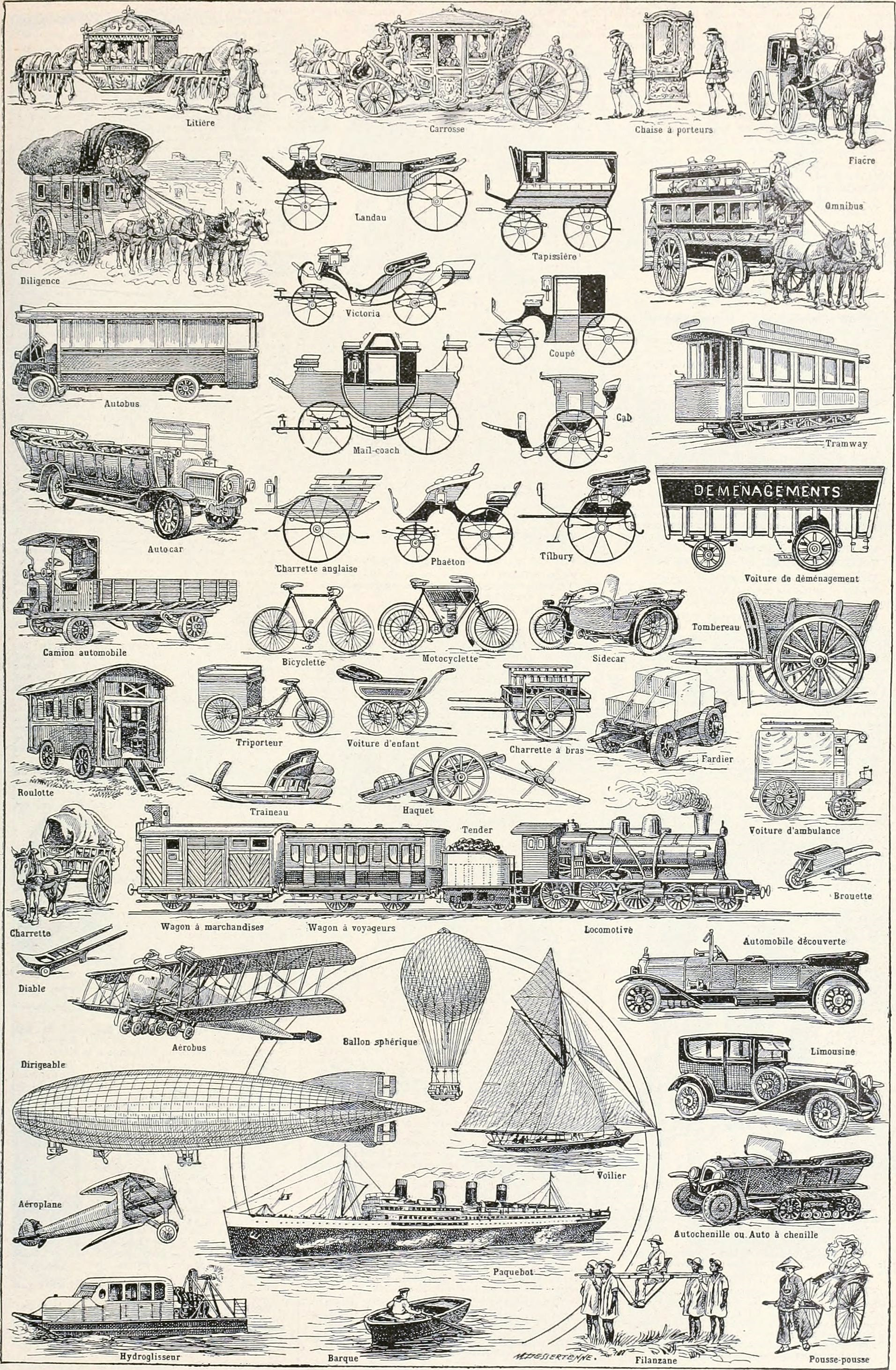

Dieser Artikel wurde auf der  Qualitätssicherungsseite des Portals Transport und Verkehr eingetragen.
Bitte hilf mit, ihn zu verbessern, und beteilige dich an der Diskussion. (+)

## Vor- und Frühgeschichte (vom Anbeginn bis etwa 3500 v. Chr.)

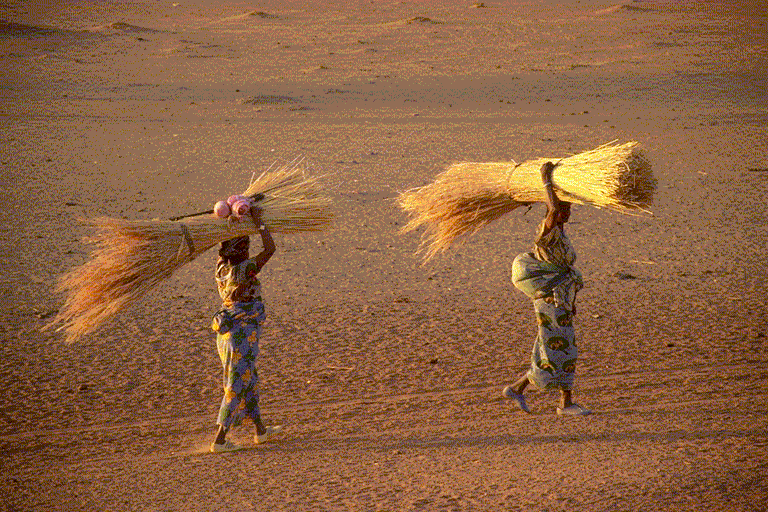
Transport durch Tragen

Transportiert haben Menschen bereits, bevor die Grundlagen der Zivilisation geschaffen wurden. Jäger und Sammler transportierten fußläufig beispielsweise Baumaterial und Lebensmittel. Durch die beginnende Arbeitsteilung entstanden neue Verkehrsbedürfnisse. Transportiert wurde zu Land und zu Wasser. Der Landverkehr, mit menschlicher und tierischer Muskelkraft betrieben, war zunächst Erschließungsverkehr, dessen Transportvolumen gegenüber dem Wassertransport unbedeutend blieb. Schwimmende Transportmittel auf natürlichen Wasserwegen bildeten erste „Verkehrssysteme“ mit überregionalen Aufgaben. Die ersten Gütertransporte von Handelswaren fanden statt.

## Altertum und Frühes Mittelalter (3500 v. Chr. – 1000 n. Chr.)

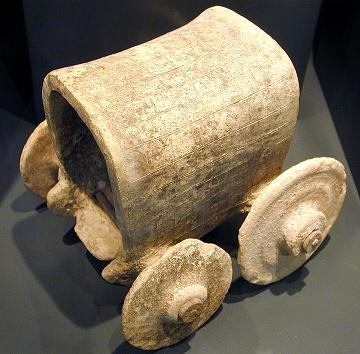
Gedeckter Wagen, Original-Modell, 2.000 v. Chr.

Zur Blütezeit der Hochkulturen im Orient wurde der Landtransport von der Entwicklung von Rad und Wagen geprägt, gemeinsam mit dem domestizierten Pferd als Gespann. Erste Verkehrsdienste wie der cursus publicus entstanden, gleichzeitig wurde das Verkehrsmedium „Land“ durch ein weiträumiges Straßensystem erschlossen. Erstmals tauchte die Personenbeförderung als Verkehrsdienst auf.
Ausgehend vom Erschließungswegenetz um die Siedlungen herum, wuchs ein überregionales Straßennetz, dessen höchste Entwicklung im Römischen Reich erreicht wurde: Auf einer Fläche von 5,2 Millionen Quadratkilometern lebten um 100 n. Chr. 48 Millionen Einwohner, die sich auf 65.000 Kilometern gepflasterter Straßen bewegen konnten. Es gab damals also etwa so viele Straßen pro Quadratkilometer wie heute (2005) Autobahnen in der EU.
Auch innerstädtische Versorgungssysteme wurden entwickelt. Der Wassertransport entwickelte sich vom Schilfboot bis zur Galeere. Wasserfahrzeuge wurden nach ihrem Gebrauchszweck differenziert, z. B. als Kriegs- oder Handelsschiffe. Die befahrenen Gebiete wurden immer größer, von den Binnengewässern über die Küstenschifffahrt bis hin zur Schifffahrt über das offene Meer.

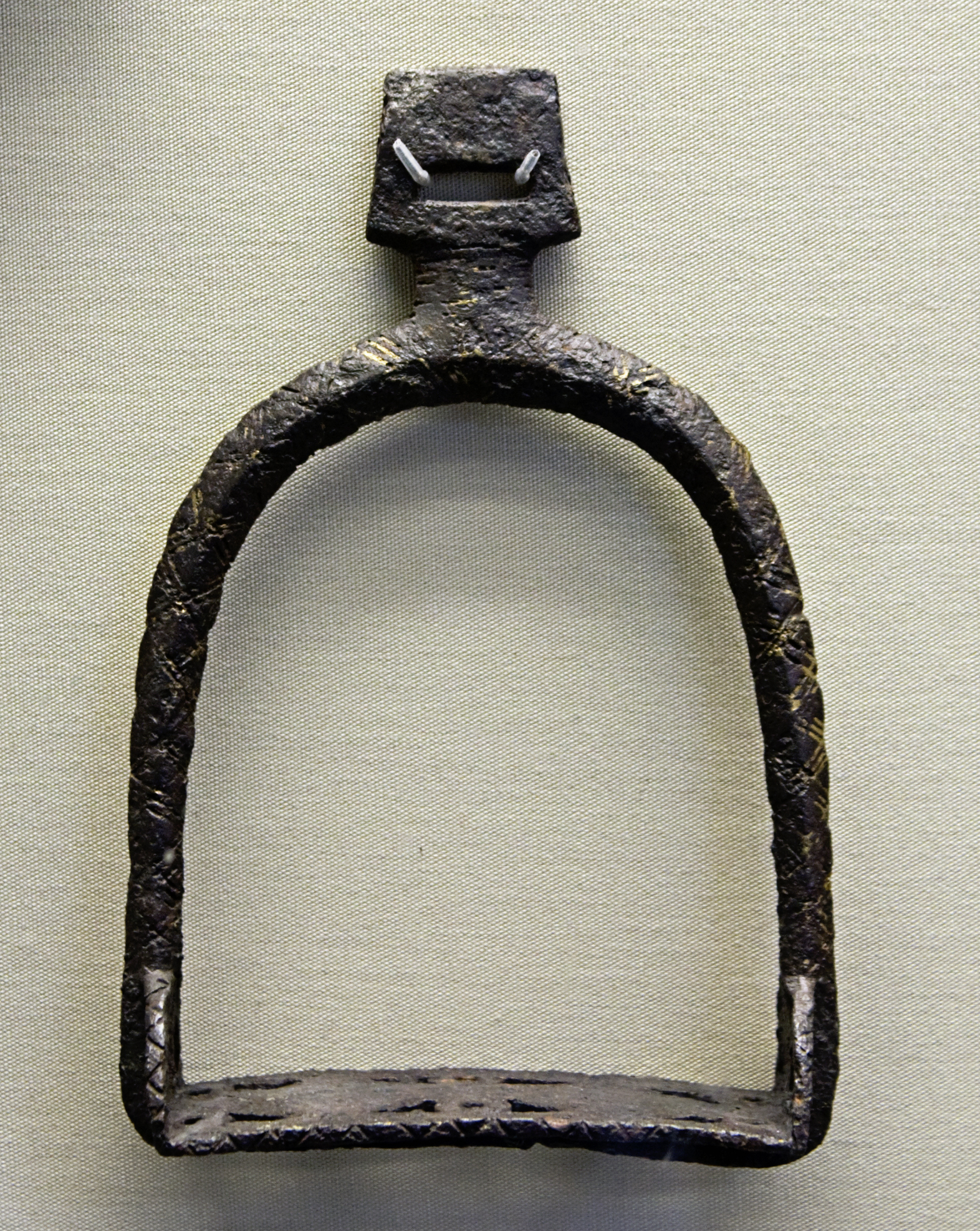
Der Steigbügel verbreitete sich in Europa ab 600 n. Chr.

Um 600 begann sich der metallene Steigbügel mit den Awaren in Europa auszubreiten.

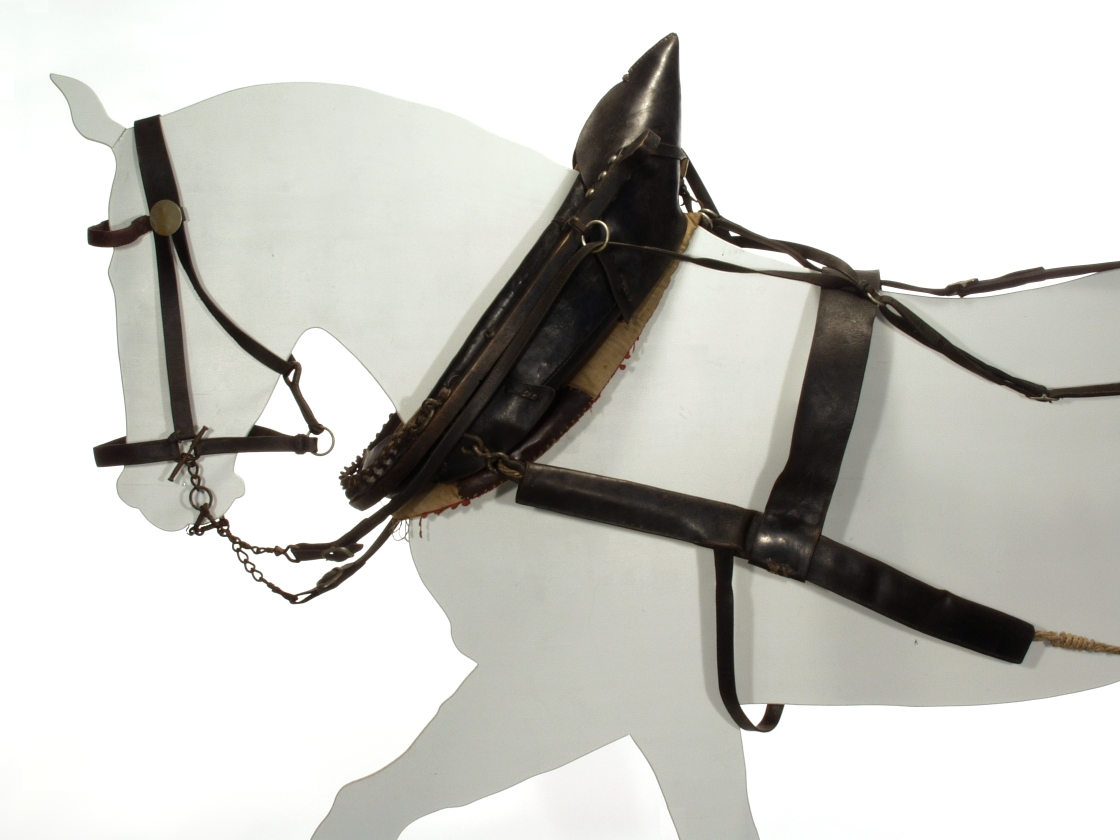
Das Kumt wurde in China erfunden und erreichte Europa um 1000 n. Chr.

Das Kumt wurde um 500 v. Chr. in China erfunden und erreichte Europa um 1000 n. Chr.

## Hohes Mittelalter und Spätmittelalter (1000–1500)
Der Niedergang des Römischen Reichs brachte auch den altrömischen Verkehrsstrukturen ein Ende. In Folge der wachsenden Bevölkerung; dem aufblühenden Handel und Gewerbe nahm der Verkehr wieder zu. Die Verkehrssysteme wurden ausgebaut; neue Straßen wurden gebaut und die der Antike wiederhergestellt. In der Personenbeförderung blieb das Reiten zu Pferde die wichtigste Transportart.
Im 12. Jahrhundert entsteht im Nord-Ostsee-Raum die Hanse.
Die Schifffahrt hatte ihre Schwerpunkte in Nordeuropa (Hanse) und im Mittelmeerraum (Norditalien, Venedig). Der Schiffbau wurde verbessert: Das Stevenruder löste das Seitenruder ab; Schiffe mit mehreren Masten wurden üblich; durch Kompass und verbesserte Nautik wurden neue Gebiete erschlossen.
Als Kolumbus 1492 im Westen den Seeweg nach Indien suchte und so den Weg nach Amerika bereitete und als da Gama 1498 tatsächlich den Seeweg nach Indien fand (allerdings im Osten), leitete das den Beginn der Neuzeit ein.

## Frühe Neuzeit (1500–1800)
Die Handelsrouten in Europa verlagerten sich von West- und Nordwest- nach Zentraleuropa; der Handelsstrom Levante–Oberitalien versiegte; Wegerecht: Nachfolger des Grundruhrrechts, landesherrliche Garantie auf Schutz bei Wegpassage, Landesherren hafteten teilweise für die Unversehrtheit der Ware.
Reisen im Pferdewagen wurden üblich. Leichtere und bequemere Wagenkonstruktionen im Vergleich zum vierrädrigen Leiterwagen wurden durch ein dichteres und besseres Straßen- und Wegenetz möglich. Weitere Innovationen waren die Entwicklung der Kutsche sowie von Vorläufern der Eisenbahn in Bergwerken (Tramroad, Wagonway). Große Straßenbauprogramme wurden vor allem in Frankreich und England gestartet.

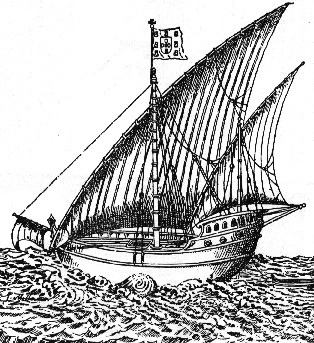
Portugiesische Karavelle des 16. Jahrhunderts, hier noch mit Lateinersegel

Neue Schiffstypen (z. B. Karavelle, Fleute, Fregatte) für die einsetzende Kolonialisierung wurden entwickelt und neue Schifffahrtszentren (z. B. Holland) gegründet, verbunden mit der Erschließung des Hinterlandes der Häfen und der Bildung erster gewerblicher bzw. industrieller Zentren über die Binnenschifffahrt, mit deren Zunahme wiederum Kanalbauprojekte in Westeuropa einhergingen.

## Industrielle Revolution und Eisenbahnzeitalter (1800–1900)
Infolge der Tambora-Kälte 1816 mit Futtermangel und Pferdesterben wurde das Zweirad als Reitpferd-Ersatz erfunden, überlebte aber als Fahrrad die Fahrverbote im ganzen 19. Jahrhundert zunächst nur als Sportgerät; erst seit den 1890ern gibt es eine weit verbreite Fahrradkultur. Mit dem Aufkommen der Eisenbahn explodierte das Verkehrsaufkommen durch den Austausch von Waren und die Beförderung von Personen. Es wurden [große] Chausseen gebaut und städtische Verkehrsmittel eingerichtet. Dampfschiffe verdrängten zunehmend die Segelschiffe und wurden größer, schneller und teurer; große Reedereien wurden gegründet. Die Schifffahrt wurde berechenbarer, weil sie weniger witterungsempfindlich war als bisher.

## Beginn der Individualmotorisierung (1900–1950)
Ende des 19. Jahrhunderts wurde das Automobil aus der Fahrradkultur entwickelt. Im Jahr 1900 wurden in den USA über 4000 Autos mit verschiedenen Antriebsarten hergestellt. 1913 begann bei Ford die Fließbandproduktion und damit die Massenfertigung erschwinglicher Autos.
Neue Verkehrsdienste, z. B. Entstehung des Tourismus, Entstehung des Kraftverkehrsgewerbes; Verwendung freier LKW-Ressourcen aus dem Krieg für zivile Zwecke; Verdrängung von Gespann und Fuhrwerk; der Dieselmotor wurde bedeutsam als Schiffs- und Landfahrzeugmotor.
Blüte der Eisenbahn; neue Verkehrsträger komplettierten das Verkehrssystem: Kraftverkehr, Rohrleitungstransport;
Ende der Segelschifffahrt; Gigantismus im Schiffbau; die Dampfturbine und der Verbrennungsmotor setzten sich durch.

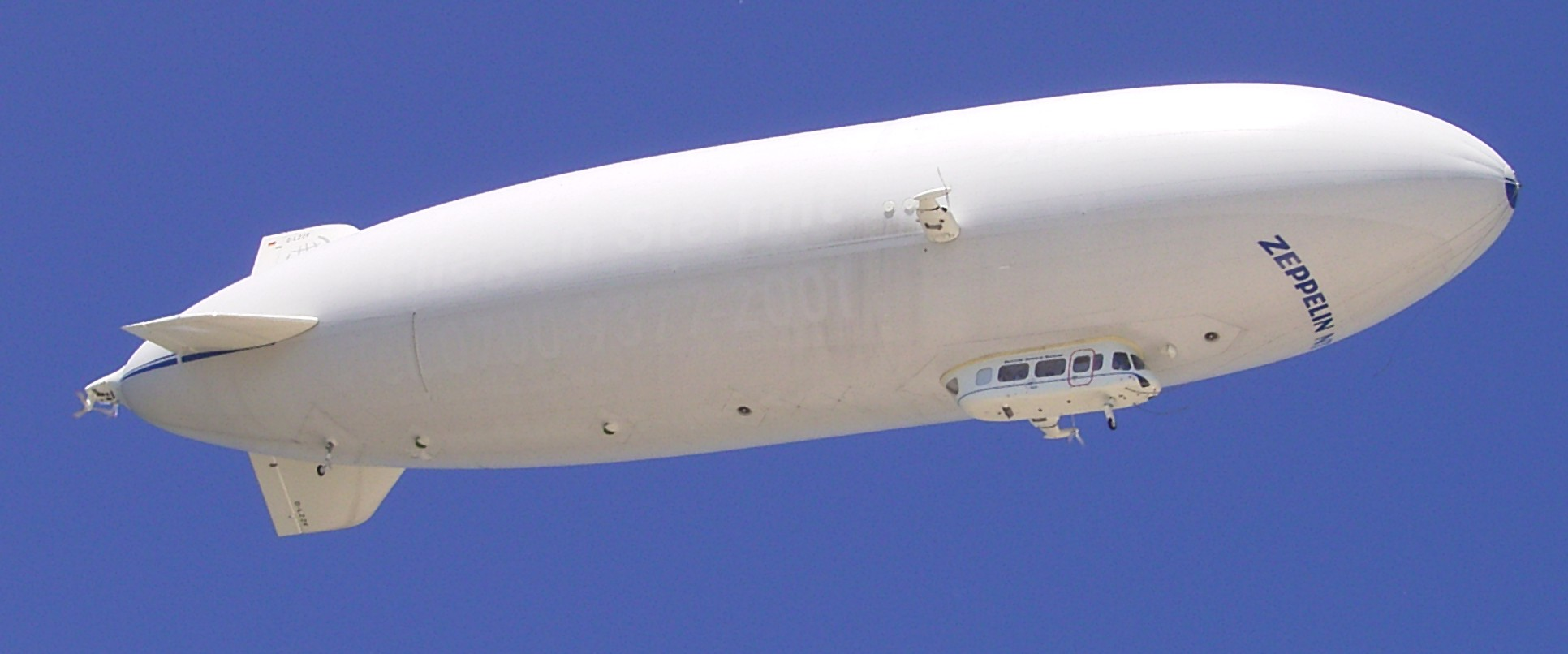
Luftschiff

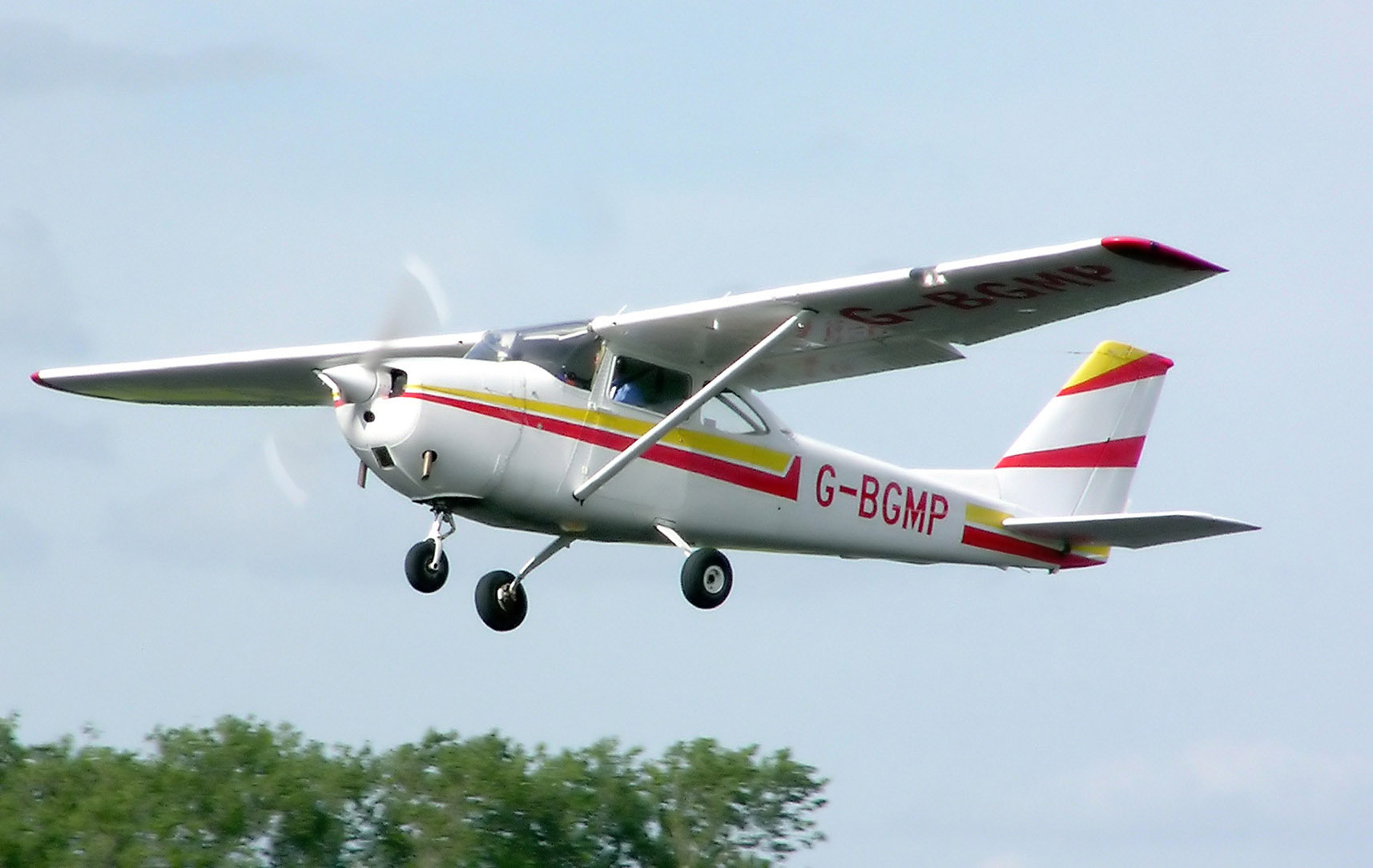
Motorflugzeug

Personen und Postsendungen wurden zunächst von Luftschiffen, später durch Motorflugzeuge befördert.

## 1950 bis heute
In der zweiten Hälfte des 20. Jahrhunderts lösten Flugzeuge die Schiffe beim Personenferntransport ab. Der Massentourismus setzte sich durch.

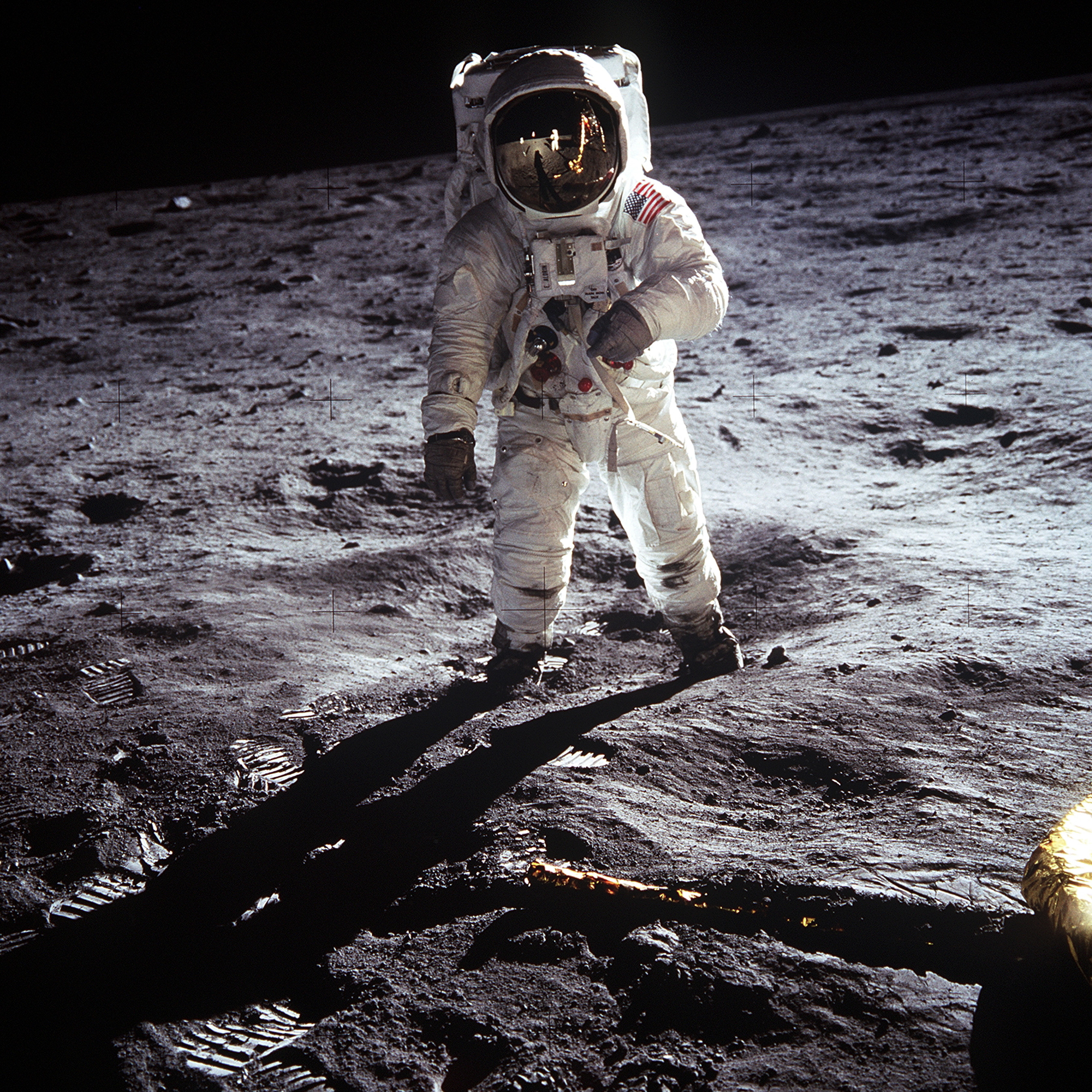
Mensch auf dem Mond

In den 1960er Jahren begann die bemannte Raumfahrt und hatte 1969 mit der Landung des Menschen auf dem Mond einen ersten Höhepunkt.
In den 1980er und 1990er Jahren wurde der Hochgeschwindigkeitsverkehr bei der Eisenbahn in Mitteleuropa und Japan fahrplanmäßig im Personenverkehr eingeführt, der die Reisezeiten deutlich verkürzte. 
1985 wurde in den USA GPS gestartet und setzte sich nach dem Jahr 2000 mit den Navigationsgeräten auch im Privat-KFZ durch. Bei gewerblichen Fahrzeugen revolutionierte es zusammen mit entsprechender Software das Flottenmanagement.